# Міне де Клерк
Міне де Клерк (англ. Miné de Klerk, нар. 30 березня 2003) — південноафриканська легкоатлетка, яка спеціалізується у штовханні ядра та метанні диска.

## Спортивні досягнення
Дворазова чемпіонка світу серед юніорів у штовханні ядра (2021, 2022).
Срібна (2021) та бронзова (2022) призерка чемпіонатів світу серед юніорів у метанні диска.
Національна чемпіонка у штовханні ядра (2021).